# Carl Laemmle

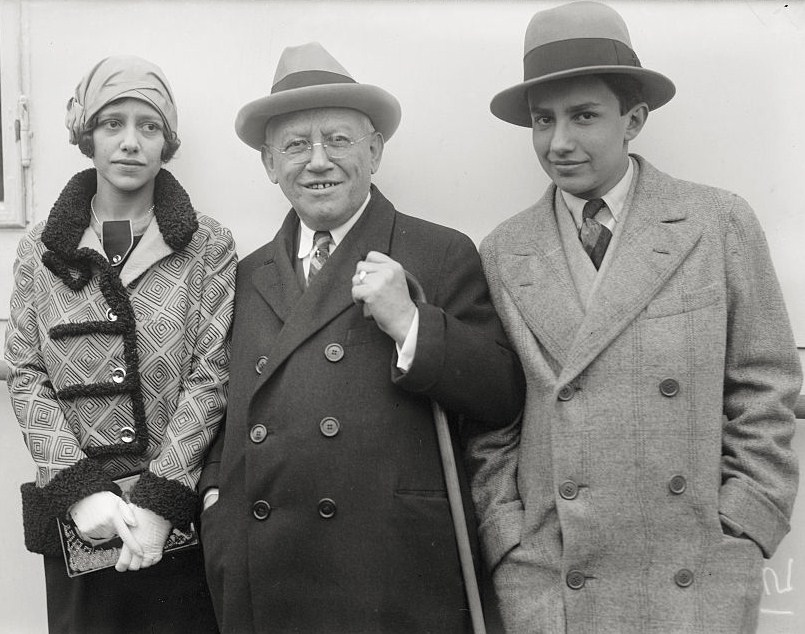
Carl Laemmle met zijn zoon en dochter

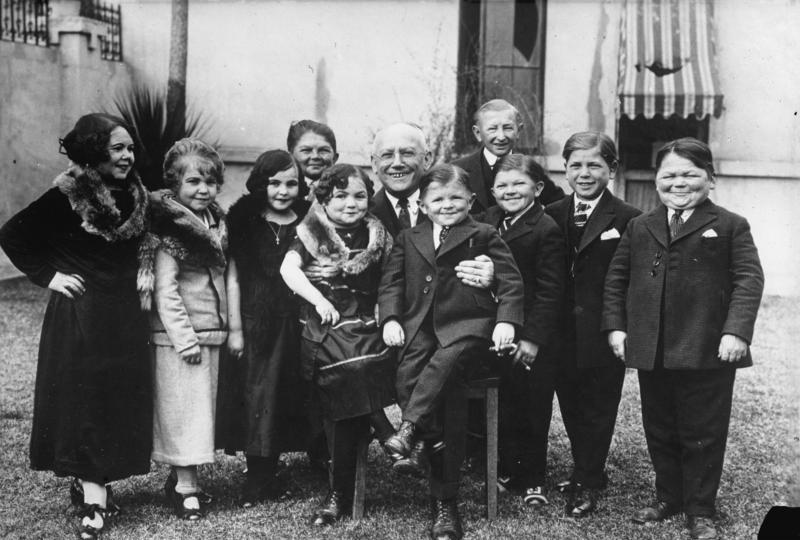
Carl Laemmle (1929)

Carl Laemmle, geboren als Karl Lämmle (Laupheim, 17 januari 1867 – Los Angeles, 24 september 1939), was een Duits-Amerikaans filmpionier die bekend werd als medeoprichter van Universal Studios.

## Biografie
Laemmle werd geboren in 1867 in het Koninkrijk Württemberg. In 1884 verhuisde hij naar de Verenigde Staten. Laemmle kocht nickelodeons op in de buurt van Chicago en in 1909 richtte hij Independent Moving Pictures op. In 1912 besloten Laemmle en zes andere filmpioniers hun krachten te bundelen. Samen richtten ze Universal Studios op en vestigden zich in Fort Lee (New Jersey). In 1915 verhuisden de studio's naar San Fernando Valley. De bekendste films die hij produceerde waren The Hunchback of Notre Dame, The Phantom of the Opera, All Quiet on the Western Front, Dracula en Frankenstein.
Laemmle was gehuwd met Recha Stern en had twee kinderen. Zijn zoon, Carl Laemmle jr., volgde hem bij Universal Studios op. De nicht van Laemmle was actrice Carla Laemmle. Hij overleed in 1939 op 72-jarige leeftijd.